# UFC 99
UFC 99: The Comeback fue un evento de artes marciales mixtas celebrado por Ultimate Fighting Championship el 13 de junio de 2009 en el Lanxess Arena en Colonia, Alemania.

## Historia
El lunes 1 de junio, la UFC anunció que Mirko Filipović volvería a la promoción para enfrentarse a Mostapha Al-Turk en este evento.
Se anunció la pelea entre Heath Herring y Caín Velásquez pero fue cancelada debido a una enfermedad que Herring sufría. El 20 de mayo de 2009, Cheick Kongo fue anunciado como reemplazo de Herring.

## Premios extras
Cada peleador recibió un bono de $60.000.
- Pelea de la Noche: Rich Franklin vs. Wanderlei Silva
- KO de la Noche: Mike Swick
- Sumisión de la Noche: Terry Etim